# Doris Schaeffer
Doris Schaeffer (* 26. Februar 1953) ist eine deutsche Pflege- und Gesundheitswissenschaftlerin.
Seit 1997 ist sie Professorin für Gesundheitswissenschaften an der Universität Bielefeld. Darüber hinaus leitet sie seit 1997 das angegliederte Institut für Pflegewissenschaft (IPW).

## Werdegang
Doris Schaeffer studierte Soziologie und Erziehungswissenschaften an der Ruhr-Universität Bochum und an der Freien Universität Berlin und erlangte ihr Diplom im Jahr 1976. Nach mehrjähriger wissenschaftlicher Tätigkeit promovierte sie 1989 an der Freien Universität Berlin.
Nach zehnjähriger wissenschaftlicher Mitarbeit am Institut für Soziale Medizin an der Freien Universität Berlin wechselte Doris Schaeffer 1990 an das Wissenschaftszentrum Berlin für Sozialforschung (WZB) und war dort als wissenschaftliche Mitarbeiterin in der Arbeitsgruppe „Public Health“ tätig. Seit 1997 hat sie eine Professur für Gesundheitswissenschaften an der School of Public Health der Universität Bielefeld inne und leitet dort die Arbeitsgruppe 6 „Versorgungsforschung/Pflegewissenschaft“.  Schaeffer war Sprecherin des vom Bundesministerium für Bildung und Forschung geförderten NRW-Pflegeforschungsverbunds „Patientenorientierte Pflegekonzepte zur Optimierung der Bewältigung chronischer Krankheit“. Zudem war sie von 2010 bis 2014 Mitglied des Sachverständigenrates zur Begutachtung der Entwicklung im Gesundheitswesen des Bundesministeriums für Gesundheit.

## Arbeitsschwerpunkte
Zu ihren  Arbeits- und Forschungsschwerpunkten gehören die nutzerorientierte Versorgungsgestaltung und -nutzung, die Bewältigung chronischer Krankheit im Lebenslauf, Gesundheitserhaltung im Alter, pflegewissenschaftliche Theorie- und Forschungsentwicklung, Professionalisierungsherausforderungen im Gesundheitswesen und Health Literacy.

## Forschungsprojekte (Auswahl)
| 1985–1989                   | „Versorgung alter Menschen: Bedarf und Barrieren“: Dieses Projekt war Teil der europäischen Vergleichsstudie „Age Care Research Europe“ und wurde gefördert durch die Deutsche Forschungsgemeinschaft (DFG). Die Durchführung des Projektes erfolgte an der Freien Universität Berlin. |
| 1993–1996                   | „Versorgungsverläufe von AIDS-Patienten. Prozessuale und dynamische Aspekte der Versorgungsnutzung“, gefördert durch das Bundesministerium für Forschung und Technologie (BMFT). |
| 2004–2011                   | NRW-Pflegeforschungsverbund „Patientenorientierte Pflegekonzepte zur Optimierung der Bewältigung chronischer Krankheit“, gefördert durch das Bundesministerium für Bildung und Forschung (BMBF).                                                                                       |
| 2004–2011                   | „Förderung des Selbstmanagements und der Adhärenz von chronisch kranken Patienten unter komplexen Medikamentenregimen“, gefördert durch das Bundesministerium für Bildung und Forschung (BMBF).                                                                                        |
| 2013–2015                   | „Nutzerorientierte Versorgung bei chronischer Krankheit und Pflegebedürftigkeit (NuV)“, gefördert durch das Ministerium für Innovation, Wissenschaft und Forschung des Landes Nordrhein-Westfalen                                                                                      |
| 2013–2015                   | „Health Literacy – Ermittlung der Gesundheitskompetenz älterer Menschen und anderer vulnerabler Bevölkerungsgruppen (HLS-NRW)“, gefördert durch das Landeszentrum Gesundheit Nordrhein-Westfalen (LZG.NRW)                                                                             |
| 2013–2016 (voraussichtlich) | „Health Literacy als Ausgangspunkt nutzerorientierter Beratung: Erhebung repräsentativer Daten und Entwicklung eines Material- und Methodenkoffers für die Beratung (HLS-GER)“, gefördert durch das Bundesministerium der Justiz und für Verbraucherschutz (BMJV)                      |

## Mitgliedschaften in wissenschaftlichen Gremien und Expertenkommissionen (Auswahl)
| seit 2004 | Mitglied des Kuratoriums Deutsche Altershilfe, Wilhelmine-Lübke-Stiftung e.V. |
| seit 2007 | Member of Scientific Supervision and Support Group of the Ludwig Boltzmann Institute for Health Promotion Research                                                                                           |
| 2010–2014 | Mitglied des Sachverständigenrates zur Begutachtung der Entwicklung im Gesundheitswesen des Bundesministeriums für Gesundheit                                                                                |
| seit 2012 | Mitglied des Expertenrates „Pflegebedürftigkeitsbegriff“, Bundesministerium für Gesundheit |
| seit 2013 | Mitglied des Fachbeirats „Modellstudiengänge zur Weiterentwicklung der Pflege- und Gesundheitsfachberufe“, Ministerium für Gesundheit, Emanzipation, Pflege und Alter des Landes Nordrhein-Westfalen (MGEPA) |

## Mitgliedschaften in Beiräten bei Zeitschriften/Verlagen
| seit 1999 | Mitglied des wissenschaftlichen Beirats des Verlags Hans Huber, Reihe „Pflegewissenschaft“ und „Gesundheitswissenschaft“ |
| seit 2005 | Mitglied der Herausgebergruppe der Reihe „Gesundheitsforschung“ des Juventa Verlags                                      |

## Publikationen (Auswahl)

### Bücher
- Schaeffer, D./Kerstin Hämel/Michael Ewers, (2015): Versorgungsmodelle für ländliche und strukturschwache Regionen: Anregungen aus Finnland und Kanada. Weinheim; Basel : Beltz Juventa, ISBN 978-3-7799-1990-2
- Schaeffer, D./Schmidt-Kaehler, S. (Hrsg.) (2012): Lehrbuch Patientenberatung (2., vollständig überarbeitete und erweiterte Auflage). Bern: Verlag Hans Huber
- Schaeffer, D./Behrens, J./Görres, S./Bartholomeyczik, S./Stemmer, R.: Agenda Pflegeforschung für Deutschland, gefördert von der Robert Bosch Stiftung, Geschäftsstelle Agenda Pflegeforschung Halle/Saale 2012[1]
- Schaeffer, D./Wingenfeld, K. (Hrsg.) (2011): Handbuch Pflegewissenschaft. Neuauflage. Weinheim/München: Juventa Verlag
- Schaeffer, D. (Hrsg.) (2009): Bewältigung chronischer Krankheit im Lebenslauf. Bern: Verlag Hans Huber
- Schaeffer, D./Moers, M./Steppe, H./Meleis, A. (Hrsg.) (2008): Pflegetheorien. Beispiele aus den USA (2. ergänzte Auflage). Bern: Verlag Hans Huber
- Schaeffer, D. (2004): Der Patient als Nutzer. Krankheitsbewältigung und Versorgungsnutzung im Verlauf chronischer Krankheit. Bern: Verlag Hans Huber
- Schaeffer, D./Müller-Mundt, G. (Hrsg.) (2002): Qualitative Gesundheits- und Pflegeforschung. Bern: Verlag Hans Huber

### Buchbeiträge
- Schaeffer, D./Schmidt-Kaehler, S. (Hrsg.) (2012): Lehrbuch Patientenberatung (2., vollständig überarbeitete und erweiterte Auflage). Bern: Verlag Hans Huber
- Schaeffer, D./Wingenfeld, K. (Hrsg.) (2011): Handbuch Pflegewissenschaft. Neuauflage. Weinheim/München: Juventa Verlag
- Schaeffer, D. (Hrsg.) (2009): Bewältigung chronischer Krankheit im Lebenslauf. Bern: Verlag Hans Huber
- Schaeffer, D./Moers, M./Steppe, H./Meleis, A. (Hrsg.) (2008): Pflegetheorien. Beispiele aus den USA (2. ergänzte Auflage). Bern: Verlag Hans Huber
- Schaeffer, D. (2004): Der Patient als Nutzer. Krankheitsbewältigung und Versorgungsnutzung im Verlauf chronischer Krankheit. Bern: Verlag Hans Huber ISBN 3-456-84116-7
- Schaeffer, D./Müller-Mundt, G. (Hrsg.) (2002): Qualitative Gesundheits- und Pflegeforschung. Bern: Verlag Hans Huber